# ترانزیستور تحرک الکترونی بالا

برش عرضی از یک HEMT نوع P ساخته‌شده از GaAs, AlGaAsو InGaAs.

ترازیستور تحریک الکترونی بالا (به انگلیسی: High-electron-mobility transistor یا به اختصار HEMT) نوعی از ترانزیستور اثر میدانی است که از پیوند بین دو نیم‌رسانای متفاوت با گاف انرژی متفاوت بهره می‌برد. دو نیم‌رسانایی که اغلب در این ترانزیستورها به کار می‌روند گالیم آرسنید (GaAs) و آلومینیوم گالیوم آرسنید (AlGaAs) هستند. این مواد به علت تحرک الکترونی بالا امکان استفاده از این نوع از ترانزیستورها را در سرعت‌ها و فرکانس‌های بالا فراهم می‌کنند.
از این نوع ترانزیستور در تقویت‌کننده‌های با نویز کم، تلسکوپ‌های رادیویی و نجومی و تقویت‌کننده‌های مایکروویو استفاده می‌شود.